# Christoph Franz von Hutten

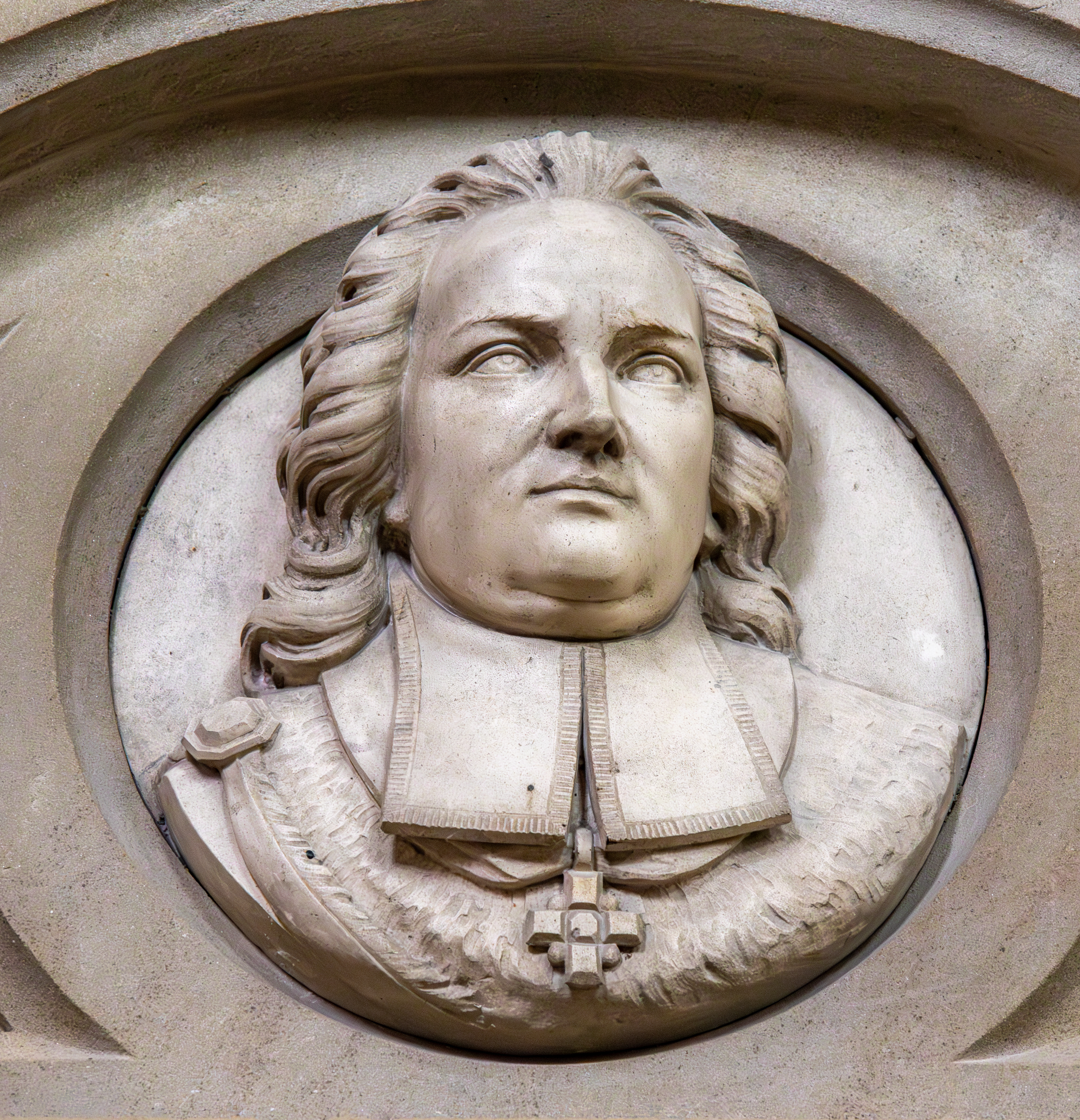
Hochrelief-Tondo Darstellung des Fürstbischofs auf seinem Epitaph im Würzburger Dom

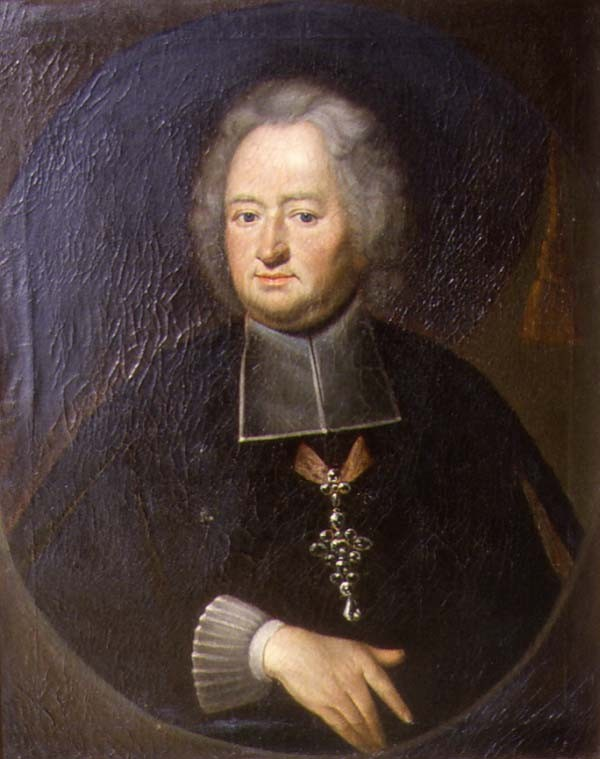
Christoph Franz von Hutten

Christoph Franz von Hutten-Stolzenberg (* 19. Januar 1673 in Mainberg; † 25. März 1729 in Würzburg) war ein deutscher Theologe, Domherr und von 1724 bis 1729 Fürstbischof von Würzburg.

## Familie
Christoph Franz von Hutten war der älteste männliche Nachkomme des Ritters Johann von Hutten (* 17. Oktober 1629; † 19. Mai 1690) und dessen Frau Anna Maria, geborene Freiin von Hagen zur Motten und Büschfeld (* 1649; † 18. Januar 1698), der das Erwachsenenalter erreichte. Als Familienoberhaupt nahm er ab 1690 die kooperativen Pflichten der Familie als Mitglied des Ritterkantons Rhön-Werra wahr. Seiner Familie ließ er zur Unterstützung immer wieder Geld zufließen.

## Ausbildung
Von 1680 bis 1685 erhielt er eine schulische Ausbildung am Priesterseminar Würzburg. Anschließend studierte er am Collegium Germanicum in Rom. 1690 und 1691 war er an der Universität Siena eingeschrieben, seinen Abschluss machte er an der Universität Mainz. Eine Kavalierstour führte ihn durch Italien, Spanien und Frankreich. Er sprach mehrere Sprachen.

## Kirchliche Laufbahn

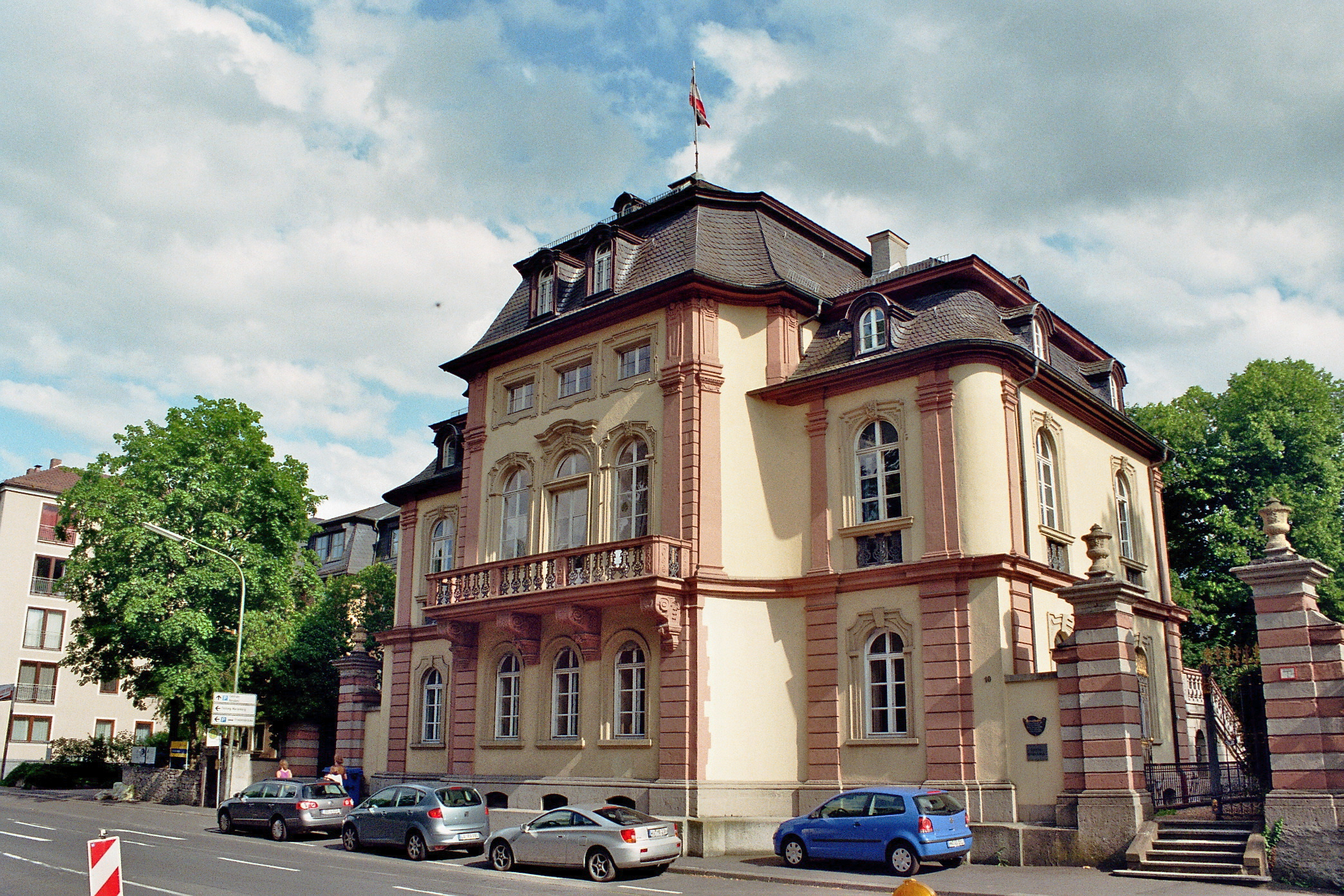
Huttenschlösschen (Würzburg)

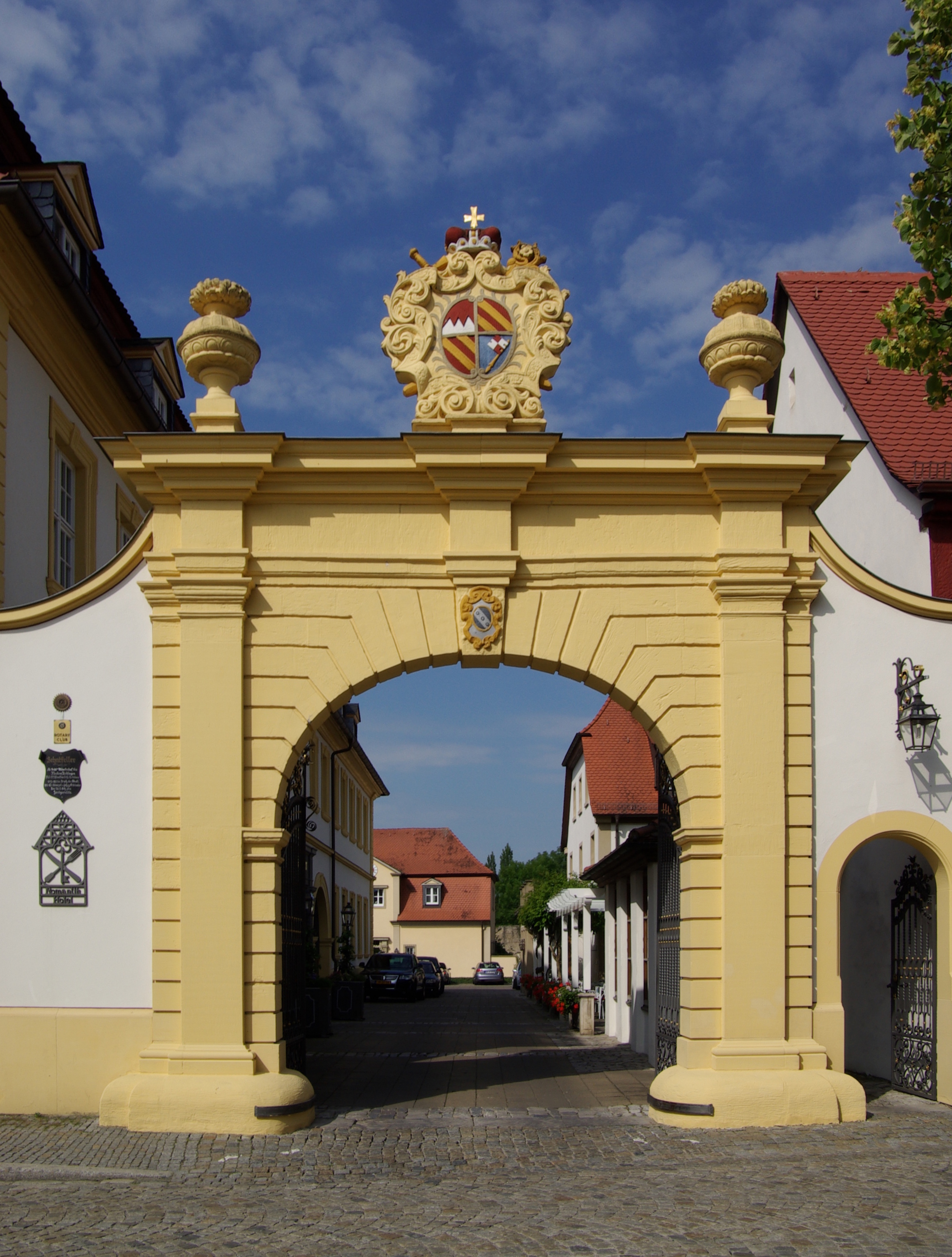
Zehntkeller in Iphofen mit Huttens Wappen über der Einfahrt

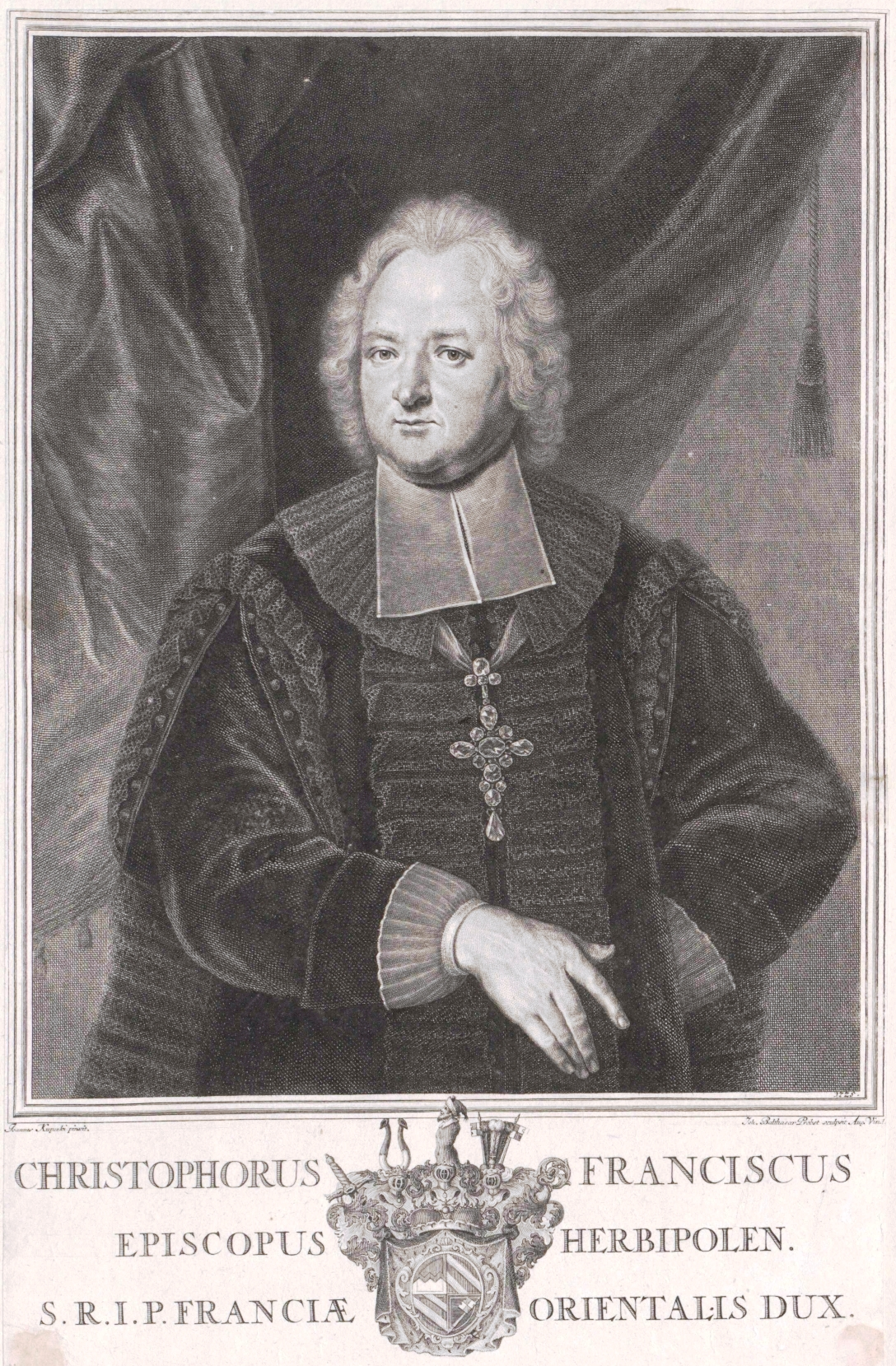
Chr. Fr. v. Hutten, Stich von Johann Balthasar Probst (1725)

Schon am 1. Februar 1686 wurde er durch Kollation Domizellar in Würzburg und Kanonikus des Ritterstifts Comburg. Am 2. März 1711 erhielt er das Kanonikat eines Domherrn in Bamberg. Am 26. Januar 1713 wurde er Domkapitular, am 14. August 1714 Präsident des Obersten geistlichen Rates und am 12. November 1716 Domdekan in Würzburg. Letzteres Amt gab er nach seiner Wahl zum Bischof auf. Am 31. Oktober 1717 empfing er die Priesterweihe. Kurz danach wurde er Propst des Kollegiatstiftes Haug. Auch erhielt er die Pfründe des kurmainzischen Ritterstifts St. Ferrutius in Bleidenstadt.
Als Domdekan verantwortlich für das Gebäude der Bischofskirche, ließ er die Grabdenkmäler, um sie sicherer zu erhalten, entlang der Wände aufstellen, eine Maßnahme, der der Erhalt vieler Grabdenkmäler im Würzburger Dom zu verdanken ist. Auch entdeckte er unter dem Dach der Kirche Reste der alten Dombibliothek, was in der damaligen gelehrten Welt Aufsehen erregte. Christoph Franz von Hutten nahm das zum Anlass, eine Domkapitelbibliothek für die Bücher und ein Archiv für ebenfalls aufgefundene Handschriften einzurichten.

## Fürstbischof

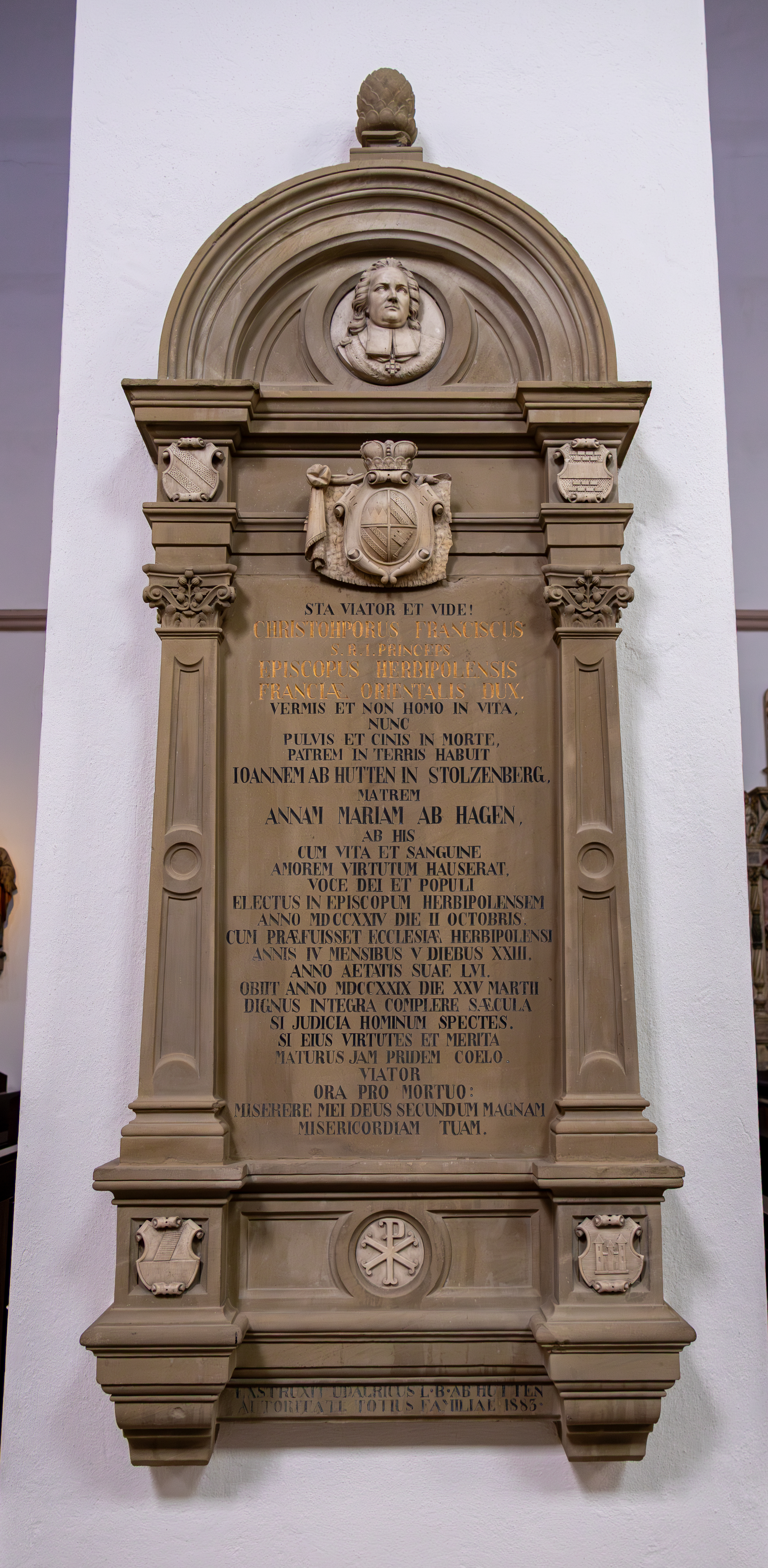
Epitaph für Christoph Franz von Hutten, Sohn von Anna Maria von Hagen und Johann von Hutten zum Stolzenberg, im Dom zu Würzburg

Nach dem plötzlichen Tod seines Vorgängers, Johann Philipp Franz von Schönborn (* 1673; † 1724), versuchte der Wiener Hof den Bruder des verstorbenen Bischofs, Friedrich Karl von Schönborn (* 1674; † 1746), als Nachfolger durchzusetzen. Dieser war aber bekannt für einen absolutistischen Regierungs- und Lebensstil. Davor fürchtete sich das Würzburger Domkapitel und wählte deshalb den ihm als fachlich versiert bekannten Christoph Franz von Hutten am 2. Oktober 1724 zum 79. Bischof von Würzburg. Kaiser Karl VI. war verstimmt. Der neue Bischof blieb jedoch bei der kaiserfreundlichen Politik seiner Vorgänger und die Zeit von 1719 bis 1746 wird seit dem 18. Jahrhundert als Schönbornzeit bezeichnet.
In seiner Amtsführung galt Bischof Christoph Franz als volksnah und beliebt. Er war der Marienverehrung zugewandt. So förderte er die Kapuziner in Mariabuchen bei Lohr-Steinbach und den Bau der neuen Münsterschwarzacher Kloster-Basilika durch Balthasar Neumann. Ihn ließ er auch die Befestigungsanlagen der Festung Marienberg verstärken. Er fügte den viergeschossigen Geschütz- oder Maschikuliturm hinzu. Im Jahr 1725 beauftragte er Anton Clemens Lünenschloß mit der Erstellung von Entwürfen zu einem Figurenprogramm für die Alte Mainbrücke (Ausgeführt wurden die zwölf Heiligenstatuen ab 1728/29). Dagegen verlangsamte Bischof Christoph Franz den von seinem Vorgänger begonnenen Bau der Würzburger Residenz wegen der angespannten Haushaltslage des Bistums. Den bereits begonnenen Nordflügel ließ er von Balthasar Neumann unter Dach bringen. Während der Bauzeit wohnte er im benachbarten Rosenbachpalais. Er starb, als die Residenz gerade bezugsfertig war.
Die von seinem Vorgänger betriebenen Reformen, vor allem im Bildungsbereich, verfolgte er weiter. Wirtschaftlich vertrat er – ganz zeitgemäß – eine Politik des Merkantilismus und vertrat gegenüber dem Domkapitel offensiv Steuererhöhungen, um die anstehenden Investitionen zu finanzieren.
Während seiner Amtszeit förderte er weiter Künste und Wissenschaften. Den Historiographen Johann Georg von Eckhart (* 1664; † 1730) beauftragte er mit der Herausgabe der Kommentare zur Ostfränkischen Geschichte. Der Universität Würzburg stiftete er ein Anatomisches Theater und setzte dort den 1724 aus Paris berufenen Chirurgen Louis Sivert bis 1725 als Prosektor ein. Der unter Christoph Franz in Würzburg errichtete Lehrstuhl für Mathematik war der erste der Philosophischen Fakultät, der mit einem Laien besetzt wurde.

## Tod
Am 25. März 1729 starb Bischof Christoph Franz an einer Lungenentzündung. Er wurde am 26. April im Würzburger Dom beigesetzt. Zu seinem Nachfolger wurde nun doch Friedrich Karl von Schönborn gewählt.
Die lateinische Inschrift seiner Gedenkplatte im Würzburger Dom lautet in deutscher Übersetzung:
„Steh´ Wanderer und schau. Christoph Franz, des Heiligen Römischen Reiches Fürstbischof von Würzburg und Herzog von Ostfranken, ein Wurm und kein Mensch im Leben, jetzt Staub und Asche im Tod. Auf Erden hatte er Johannes von Hutten zu Stolzenberg zum Vater und Anna Maria von Hagen zur Mutter. Durch diese hatte er mit dem Leben und dem Blut die Liebe zu den Tugenden geschöpft. Durch die Stimme Gottes und des Volkes wurde er im Jahr 1724 am 2. Oktober zum Würzburger Bischof gewählt. Nachdem er der Würzburger Kirche vier Jahre, fünf Monate und 23 Tage vorgestanden hatte, starb er im 56. Jahr seines Lebens im Jahr 1729, am 25. März würdig, die unversehrten Zeiten zu erfüllen, soweit du Urteile der Menschen berücksichtigst. Wenn Du seine Tugenden und Verdienste betrachtest,  ist er längst reif für den Himmel. Wanderer, bete im Auftrag des Verstorbenen: Gott, erbarme dich meiner nach deiner großen Barmherzigkeit.“